# Heliocentrični sustav
Heliocentrični sustav ili Kopernikov sustav je model Sunčeva sustava koji, nasuprot geocentričnom sustavu, postavlja Sunce u središte svega. Riječ je izvedena iz grčkog ἥλιος; helios: Sunce i κέντρον; kentron: centar. U antičko doba sustav je podržavao Aristarh sa Samosa, u renesansi ga je obnovio i razradio Nikola Kopernik. Sunce je time postavljeno u središte, oko kojega obilaze planeti i ostala nebeska tijela, planetoidi ili asteroidi, kometi i meteoroidi, dok su zvijezde toliko udaljene da se njihova gibanja ne zapažaju. Kopernik je utvrdio tri načina Zemljina gibanja: rotaciju (vrtnju), revoluciju (obilaženje oko Sunca) i precesiju (zakretanje osi vrtnje oko okomice na ravninu gibanja, u analogiji s gibanjem zvrka). Za opis gibanja planeta geocentrični sustav upotrebljavao je složeni sustav od 80 različitih kružnica, no ni s pomoću njih opažanja se nisu mogla točno ponoviti (reproducirati). Kopernik je preuzeo kružna gibanja, čime je nastavio platonističku tradiciju, no njegovi proračuni sa Suncem u središtu sustava točnije su prikazivali gibanja iako je broj kružnica reducirao na 34. U tome je bila prednost novoga sustava. Kako Kopernik nije vladao fizičkim dokazima, sustav nisu prihvatili ni teolozi ni znanstveni suvremenici. Nebeska tijela smatrala su se eteričnima, bez težine, dok su zemaljska tijela bila teška i kao takva padala prema središtu svemira, dakle prema središtu Zemlje; Aristotelova je fizika osim toga tumačila da je za pokretanje tijela potrebna stalna sila. Za prihvat heliocentričnoga sustava trebalo je najprije razviti znanstvenu metodu, nebesku mehaniku i teoriju gravitacije, što su učinili Galileo Galilei i Isaac Newton. Sustav je bitno poboljšao Johannes Kepler uvodeći eliptične staze kojima se planeti gibaju nejednoliko, brže kod perihela, sporije kod afela (Keplerovi zakoni). S vremenom je uzdrmano i povjerenje u nebo kao nepromjenljivu bitnost; viđene su nove zvijezde, a jedan je komet uočen dalje od Mjeseca. Razvijeni matematički postupci računanja gibanja i sve točnija mjerenja astronomskim instrumentima te na kraju fizički dokazi, kojih ne bi bilo u geocentričnom sustavu (godišnja zvjezdana aberacija, faze donjih planeta), potvrdili su valjanost heliocentričnoga sustava. Sustav potvrđuju astronomska motrenja i zakonitosti gravitacije. Najveći dio mase Sunčevog sustava (699/700) ima Sunce, dok planetima pripada najveći dio momenta (ili kutne) količine gibanja.

## Povijest
Već su stari Grci zastupali heliocentrični sustav, tako da Kopernik nije bio prvi. Jednak stav imao je i Sv.Toma Akvinski, koji je to predložio crkvenim krugovima. Crkvi tu ništa nije bilo sporno, dapače smatrala je heliocentrični sustav mnogo vjerojatnijim od geocentričnog, ali je zbog nedostatka znanstvenih dokaza Crkva odustala od prihvaćanja sustava. Stav da središte svemira nije Zemlja, nego Sunce, u staroj Grčkoj zastupao je Aristarh sa Samosa (310. – 230. pr. Kr.) Međutim nije privukao puno pažnje i njegovo djelo bilo je zapostavljeno, sve do Nikole Kopernika u 16. stoljeću, koji je promovirao heliocentrični sustav. Napisao je djelo De revolutionibus orbium coelestium (O kretanju nebeskih sfera) u 6 knjiga, objavljeno u Nürnbergu 1543.
Prema Koperniku središte cijelog svijeta je nepomično Sunce, a oko njega se u uniformnim kružnicama (danas se zna, da su elipse) kreću Zemlja i ostali planeti Sunčevog sustava. Zemlja se okreće oko svoje osi i kruži oko Sunca. Orbite i nebeske sfere nemaju jedinstveno, zajedničko središte. Ove tvrdnje uskoro su bile prihvaćene u znanstvenim krugovima, ali su ujedno uzrokovale uzbunu u crkvenim krugovima, pa je papa 1616. ovo Kopernikovo djelo zabranio, to jest stavio na index, sve do 1822. Ostale kršćanske sljedbe (na primjer kalvinizam) su bile protiv heliocentričnoga sustava, a i nemali dio znanstvenika onoga doba (na primjer Francis Bacon i Tycho Brahe) ga nisu prihvaćali zbog korelacije s mjerenjima koja u to doba nisu bila bolja od geocentričnoga ili Ptolomejeva sustava.
Godine 1610., Galileo Galilei objavio je svoja zapažanja o Jupiterovim mjesecima, kao argument u korist Kopernikovog heliocentričnog sustava. Godine 1612. počeo je rasti otpor protiv ideje o heliocentričnom sustavu, i 1614. je otac Tommaso Caccini (1574. – 1648.) proglasio Galileve ideje opasnim, gotovo heretičkim. Godine 1616. Galileo se uputio u Rim, obraniti svoje ideje, ali mu je kardinal Roberto Bellarmino osobno uručio zabranu iznošenja i zastupanja ideja o heliocentričnom sustavu. Navodno je Galileo u trenutku smrti promrmljao Eppur si muove (Ipak se kreće), iako se odrekao svih tvrdnji o heliocentričnom sustavu. To je vjerojatno legenda, jer ne postoji dokaz, da se to zbilja dogodilo. Dana, 31. listopada 1992., 359 godina poslije procesa protiv Galileja, papa Ivan Pavao II. zatražio je oprost i ukinuo presudu inkvizicije protiv Galileja.